# Aporoctena
Aporoctena is een geslacht van vlinders van de familie spanners (Geometridae), uit de onderfamilie Ennominae.

## Soorten
- A. aprepes Turner, 1904
- A. scierodes Meyrick, 1892